# Johann Kremhelmer
Johann Kremhelmer (* Februar 1946 in Regensburg) ist ein deutscher Jurist und ehemaliger Richter am Bundesarbeitsgericht.

## Leben und Wirken
Nach Abschluss seiner juristischen Ausbildung trat Kremhelmer im Dezember 1974 in den höheren Justizdienst des Freistaats Bayern. Er wurde in der Arbeitsgerichtsbarkeit und dort zunächst am Arbeitsgericht Regensburg eingesetzt. Nach einer Tätigkeit am Bayerischen Staatsministerium für Arbeit und Sozialordnung von 1981 bis 1986 wurde er im Juli 1986 zum Direktor des Arbeitsgerichts in Regensburg ernannt. 1988 wechselte er als Vorsitzender Richter an das Landesarbeitsgericht München. 1991 wurde Kremhelmer zum Richter am Bundesarbeitsgericht ernannt, wo er zunächst dem Siebten Senat und kurzzeitig dem Zweiten Senat angehörte. Seit 1994 gehörte er dem Dritten Senat als stellvertretender Vorsitzender an. Mit Ablauf des 31. Oktober 2009 trat er in den Ruhestand.
Durch seine langjährige Tätigkeit im Dritten Senat des Bundesarbeitsgerichts hat Kremhelmer vor allem die Rechtsprechung für das Recht der betrieblichen Altersversorgung mitgeprägt, insbesondere im Bereich der Anpassung und Berechnung von Betriebsrenten.